# Пономаренко, Иван Потапович
Ива́н Пота́пович Пономаре́нко (1906 — ?) — советский, казахстанский механизатор, директор Мартукской МТС; Герой Социалистического Труда (1957).

## Биография
Родился в 1906 году в посёлке Блява Оренбургской губернии; в 1911 году переехал в Тургайскую область (ныне — территория Казахстана).
В 1926 году вступил в сельскохозяйственную артель «Первый линовицкий коллектив» в селе Линовицкое, которая в 1929 году влилась в колхоз «Степной гигант»; работал трактористом. В 1928—1930 годах служил в Красной Армии.
В 1931 году окончил курсы участковых механиков, после чего работал механиком, старшим механиком Ак-Булакской и Мартукской МТС. С апреля 1938 по 1961 год — директор Мартукской МТС. За самоотверженную работу в период Отечественной войны награждён орденом Отечественной войны I степени и медалью «За доблестный труд в Великой Отечественной войне 1941—1945 гг.»
За получение высоких урожаев в 1947 году был награждён орденом Ленина, в 1954 году за безупречную двадцатипятилетнюю работу — орденом Трудового Красного Знамени. В 1956 году колхозы зоны Мартукской МТС собрали в среднем по 13,4 центнера зерновых с гектара, а отдельные артели намолотили на круг по сто с лишним пудов хлеба. За эти заслуги в 1957 году И. П. Пономаренко был удостоен звания Героя Социалистического Труда.
С 1961 года — управляющий Мартукским районным объединением «Казсельхозтехника». С 1966 года — персональный пенсионер.
Неоднократно участвовал в работе ВДНХ СССР. Член КПСС. Избирался депутатом районного и областного Советов.

## Награды
- медаль «За трудовую доблесть» (1940)
- орден Отечественной войны I степени
- медаль «За доблестный труд в Великой Отечественной войне 1941—1945 гг.»
- орден Ленина (1947) — за получение высоких урожаев
- орден Трудового Красного Знамени (1954) — за безупречную двадцатипятилетнюю работу
- Герой Социалистического Труда с вручением ордена Ленина и Золотой медали «Серп и Молот» (11.1.1957)[3]
- медаль «За освоение целинных земель» (1957)